# サンダープロレスリング列伝
『サンダープロレスリング列伝』は、1992年3月27日にヒューマン株式会社より発売されたメガドライブ用ソフト。

## 概要
PCエンジンで発売されシリーズ化されていた『ファイヤープロレスリング』シリーズ初のメガドライブ用ソフトとして発売された。
基本的なシステムはPCエンジン版と同様だが、登場レスラーは一新され、またゲージを溜めないと大技が出せない、試合後に入場テーマ曲が流れるなどの新たなシステムが一部で導入されている。
「ワールドチャンピオンシップ」以外のモードでは、シングル・タッグマッチ、試合時間、試合数、ランバージャック、ノーロープブレイクなどのルール設定が可能となっている。

## ゲーム内容

### モード
- ワールドチャンピオンシップ
- エキサイティング
- イリミネーション
- ハンディキャップ

## 登場レスラー
| 名前                   | ニックネーム           | 生年月日       | 身長  | 体重  | 出身国   | 必殺技                     | モデルレスラー                 |
| ---------------------- | ---------------------- | -------------- | ----- | ----- | -------- | -------------------------- | ------------------------------ |
| グレート花形           | 燃えるエース           | 1948年6月22日  | 190cm | 102kg | 日本     | 延髄斬り                   | アントニオ猪木                 |
| エンペラー健           | リングの皇帝           | 1952年7月14日  | 184cm | 120kg | 日本     | サソリ固め                 | 長州力                         |
| ミスター横綱           | 相撲戦士               | 1951年3月22日  | 189cm | 125kg | 日本     | パワーボム                 | 天龍源一郎                     |
| マスクド・ヘル         | 地獄からの使者         | 1968年2月14日  | 170cm | 95kg  | 不明     | シューティングスタープレス | 獣神サンダー・ライガー         |
| ストーム大介           | 突撃小僧               | 1966年9月1日   | 186cm | 110kg | 日本     | パワースラム               | 佐々木健介                     |
| バスター龍牙           | シューティングマシーン | 1959年7月24日  | 195cm | 115kg | 日本     | 大車輪キック               | 前田日明                       |
| セニョール・キング     | マットの王様           | 1948年11月5日  | 196cm | 127kg | イタリア | バックドロップホールド     | ジャンボ鶴田                   |
| マスクド・タイフーン   | 台風仮面               | 1964年5月5日   | 196cm | 104kg | 日本     | タイフーンスープレックス   | スーパー・ストロング・マシン   |
| ビクトリー・ジャンキー | 勝利への欲望           | 1948年8月6日   | 200cm | 141kg | アメリカ | ラリアート                 | スタン・ハンセン               |
| ラルフ・パンサー       | スーパースター         | 1953年12月24日 | 201cm | 145kg | アメリカ | ラルフボンバー             | ハルク・ホーガン               |
| 張秀明                 | ハンマーヘッド         | 1960年2月29日  | 207cm | 182kg | 韓国     | ダイビング・ヘッドバット   | クラッシャー・バンバン・ビガロ |
| スター・ボンバー       | 彗星爆弾               | 1962年10月10日 | 205cm | 180kg | アメリカ | ジャンピングボディプレス   | ビッグバン・ベイダー           |

## スタッフ
- ゲーム・デザイン：ZIGGY SANO、(MR.K) KITAMURA（きたむらただあき）
- レスラー・デザイン：小杉和則、MSX BANCHO (NAO)（江南直緒）、H.SANO
- インフォメーション・グラフィックス：HATA-P（畑朗宏）、Y.KOTAKI TYPE-M（小滝佳治）
- タイトル・デザイン：林真佐秋
- プログラム：いといまさし、BANDIT KATSUMATA
- 音楽：さいとうたけし、GARHEU
- サウンド・エフェクト：庭山博也
- オリジナル・ゲーム・デザイン：増田雅人
- スペシャル・サンクス：飯田和憲、小野崎武、吉村祐一、伊藤剛史、S.KIUCHI

## 評価
- ゲーム誌『ファミコン通信』の「クロスレビュー」では合計18点（満40点）になっている[2]。

- 『メガドライブFAN』の読者投票による「ゲーム通信簿」での評価は以下の通りとなっており、15.96点（満30点）となっている[1]。

| 項目 | キャラクタ | 音楽 | 操作性 | 熱中度 | お買得度 | オリジナリティ | 総合  |
| 得点 | 3.10       | 2.49 | 2.33   | 2.98   | 2.49     | 2.57           | 15.96 |

- ゲーム本『プロレススーパーゲーム列伝』（2001年、ソニー・マガジンズ）では、「（登場レスラーが『ファイプロ』と異なる事に関し）当時『ファイプロ』の登場を今や遅しと待ち焦がれていたメガドライバーたちの失意は深かった」、「本作には必殺技の連発に制限をかけるゲージが採用されていたり、シリーズで初めて場外ダイブ技が立っている相手に当たるようになっていたりする。でもどちらかというと、意欲的というよりは実験場にされたイメージ」と評している[3]。

- ゲーム本『メガドライブ大全』（2004年、太田出版）では、「フォーマットこそ『ファイプロ』だが、手触りとしては違和感アリアリ。画面下に表示される必殺技ゲージによって、あの独特の“斜めリング”の美観が損なわれている。そして登場する選手といえば『セニョール・キング』『ミスター横綱』『マスクド・ヘル』といった名前もビジュアルも胡散臭い野郎ばかり。（中略）『類似品に注意』っていう一文、どこですか?」と評している[4]。